# 葵山镇
葵山镇，是中华人民共和国云南省曲靖市师宗县下辖的一个镇。

## 行政区划
葵山镇下辖以下地区：
瓦葵村、者黑村、马湾村、黎家坝村、查拉村、地利找村、温泉村、山乌戈村、马厂村和峰龙潭村。